# Élections législatives de 1956 dans le territoire du Tchad
Les élections législatives de 1956 dans le Territoire du Tchad sont des élections françaises qui ont eu lieu le 2 janvier 1956  dans le Territoire du Tchad dans le cadre des élections législatives françaises de 1956, sous la IVe République.
Ce sont les dernières élections législatives de la Quatrième république, après les élections de novembre 1946 et de juin 1951.

## Mode de scrutin
Le territoire est scindé en deux collège électoral, cette page traite du collège des personnes relevant du Statut Personnel.
Il élit deux députés, le mode de scrutin est celui de liste, proportionnelle à la plus forte moyenne.

## Élus
| Député sortant     | Parti | Parti          | Député élu ou réélu | Parti | Parti          |
| ------------------ | ----- | -------------- | ------------------- | ----- | -------------- |
| Mohamed Bechir-Sow |       | BT (IOM)       | Gabriel Lisette     |       | PPT-RDA (UDSR) |
| Quatre Sou Quatre  |       | UDT (Rép. soc) | Arabi El Goni       |       | AST (Rép. soc) |

## Résultats

### Résultats à l'échelle du territoire
| Parti    | Parti          | Tête de liste      | Résultats | Résultats | Sièges | Sièges |
| Parti    | Parti          | Tête de liste      | Voix      | %         |        |        |
| -------- | -------------- | ------------------ | --------- | --------- | ------ | ------ |
|          | PPT-RDA (UDSR) | Gabriel Lisette    | 130 843   | 44,41     | 1 1    |        |
|          | AST (Rép. soc) | Arabi El Goni      | 105 258   | 35,72     | 1 1    |        |
|          | SFIO           | Ahmed Koulamallah  | 28 254    | 9,59      | -      |        |
|          | UIT            | André Kieffer      | 19 467    | 6,61      | -      |        |
|          | BTT            | Jean Charlot       | 5 980     | 2,03      | -      |        |
|          | BT (IOM)       | Mohamed Bechir-Sow | 4 843     | 1,64      | - 1    |        |
|          |                |                    |           |           |        |        |
| Inscrits | Inscrits       | Inscrits           | 551 545   | 100,00    | 2      |        |
| Votants  | Votants        | Votants            | 300 716   | 54,52     |        |        |
| Exprimés | Exprimés       | Exprimés           | 294 654   | 97,98     |        |        |

* Député sortant